# Moreira (Maia)
Moreira é uma vila portuguesa sede da Freguesia de Moreira do Município da Maia, freguesia com 8,67 km² de área e 13093 habitantes (censo de 2021), tendo, assim, uma densidade populacional de 1 510,1 hab./km².
A povoação de Moreira, sede e principal núcleo urbano da freguesia, foi elevada à categoria de vila em 1995.
Nesta freguesia, no lugar de Pedras Rubras, situa-se o Aeroporto Internacional do Porto, chamado Francisco Sá Carneiro ou, em virtude do local onde está implantado, de Pedras Rubras.

## História
A Freguesia de Moreira é, sem sombra de dúvida, uma das mais históricas e antigas da região de entre Douro e Ave, ou seja, "da Mui Antiga Terra da Maia". Com efeito, Moreira, a "Villa Moraria", como é referida pelos notários de meados da Idade Média, aparece, pela primeira vez de forma segura referida em documentos do início do Séc. X, isto é, quase dois séculos antes do nascimento de Portugal.
Em Moreira veio acampar o exército de D. Pedro IV, desembarcado em Pampelido, em 1832, num local do lugar de Pedras Rubras ainda hoje chamado, por essa circunstância, "Praça do Exército Libertador". Moreira era, assim, a terra de Portugal continental onde, pela primeira vez, acampava o Exército Liberal, que marchando sobre o Porto, daria início à Guerra Civil de que resultaria o Regime Constitucional que iria perdurar até à Implantação da República.
Esta Vila é referida no, bastante antigo, livro “ Portugal Antigo e Moderno” de 1873, entre as paginas 543 e 546 do volume 5, da seguinte forma:
“Freguezia, Douro, concelho da Maia, comarca, bispado, districto administrativo e 12 kilometros ao N. do Porto, 333 ao N. de Lisboa, 400 fogos.(…) Esta freguezia é rica, bem situada e fertilíssima em todos os generos agricolas do nosso clima. Cria muito gado de toda a qualidade, principalmente bovino (que exporta em grande escala para Gran-Bretanha) e o rio Leça a fornece de algum peixe miúdo; porém de Matosinhos lhe vem abundancia de peixe de mar.
Pelo centro da freguezia passa a formosa estrada real de 1º classe, que vindo de Lisboa ao Porto, segue por esta freguezia para Villa do Conde.”
Mosteiro Divino Salvador de Moreira
O mesmo livro, conta a longa história do “celebre mosteiro do Salvador”, referindo que “Foi sua fundadora, D. Gontinha, senhora das Pedras-Ruivas, ou Pedras Rubras, na era 900 de Cesar. (862 de J.C)”
Este mosteiro, na freguesia de Moreira, será mesmo um dos mais antigos de Portugal e seguramente o mais antigo de todos os da Ordem dos Conegos Regrantes de Santo Agostinho na provincia de Entre o Douro e Minho, e também o mais antigo mosteiro/igreja da Diocese do Porto.
É também referido  que “Antigamente vinham aqui procissões  de 70 fregezias, visitar esta santa relíquia, em ocasiões de calamidades publicas, para que ellas cecessem.”
Para terminar o autor diz que: “É esta quinta a melhor propriedade de todo o Concelho da Maia; e, como o caminho de ferro do Porto a Villa do Conde e à Povoa de Varzim, passa junto á quinta, lhe augmenta consideravelmente o valor.”
Esta freguesia acaba por ter uma importante relação com a Igreja e com Religião Cristã, precisamente pela presença do Mosteiro e pela quantidade de pessoas que o visitavam, tendo ainda mais preponderância durante os anos de ocupação Muçulmana da Península Ibérica.

Capela Nossa Senhora Mãe do Homens
Capela muito antiga, no Lugar de Pedras Rubras, descrita como:
“No logar das Pedras Rubras ( vulgarmente Pedras Ruivas ) há uma cappela. Dedicada a Nossa Senhora Mãe do Homens, muito antiga, pois consta ter sido fundada no meado do seculo IX, pela já mencionada D.Gontinha, senhora d’este logar.
Faz-se-lhe a festa (que é muito brilhante e concorrida) no ultimo domingo de setembro”

Ponte de Moreira
“Esta ponte foi construída na estrada real nº30 do Porto á Povoa de Varzim, sobre o rio Leça, e dista 11 kilometros do N. do Porto, n’esta freguezia de Moreira.
Começou a sua construção em 5 de setembro de 1864 e concluiu-se em 1 de junho de 1866 “ e ainda concluiu falando da ponte romana ao lado, “Junto d’esta ponte ainda se conserva a antiga ponte de pedras, já sem guardas, construída em epocha muito remota”

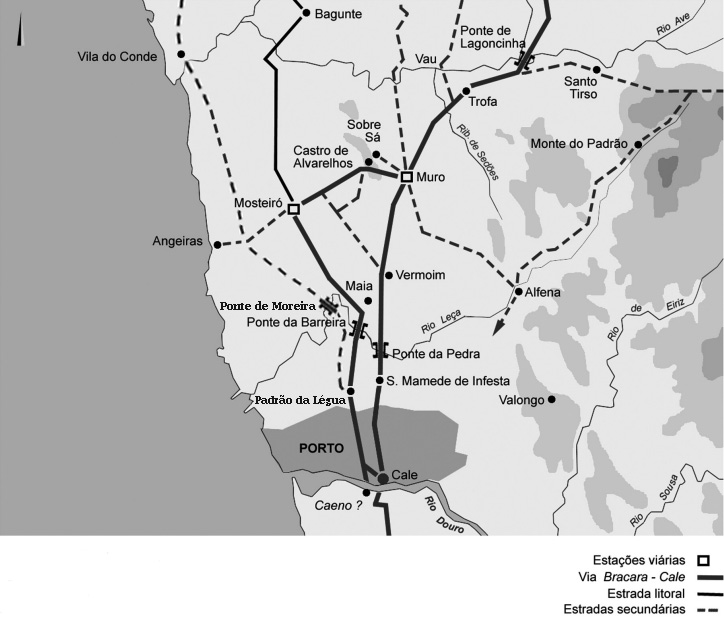
Caminhos da era Romana, no Porto

Esta ponte de “epocha muito remota” refere-se à Ponte Romana de Moreira, ainda presente e bem conservada, que faria parte de uma das vias secundarias Romanas, passando muito perto da principal via Bracara- Cale, e seguiria para o Castro de São João, passando pelos arredores de Lavra, Angeiras, Vila Nova da Telha e Pedras Rubras, sendo difícil determinar com exatidão devido a á falta de miliários (marcos), possivelmente por não pertencer ao principal itinerário Bracara-Cale. 

Padrão de Moreira
Quanto a esta localidade a obra também lhe dá alguma importância na freguesia, da seguinte forma: “Na estrada do Porto á Povoa de Varzim, no lugar do Padrão de Moreira,  há uma estação ou paragem de carros, cujos viajantes se demoram e vão passear por baixo de grandes carvalhos, até à egreja”
Há vestígios que o itinerário Romano Bracare-Cale (passando por Barcelos), passava junto a esta zona, na Rua Mestre Clara, junto ao Mosteiro Divino Salvador, passando pelo Lugar da Guarda, da mesma freguesia, e ainda por Mosteiró e Gião, até São Pedro de Rates , sendo que muitos consideram esta via ainda mais antiga que a principal via Bracare-Cale mostrando, mais um vez, a importância desta zona como ponto de passagem em pela antiga Braga e antigo Porto.
Mais tarde, neste lugar, no sex XVIII, foi construída a estrada real nrº30, que ligava o Porto à Póvoa de Varzim, de forma a melhorar os acessos entre as duas localidades. Já no inicio do sec. XX, com a importância que a localidade ganhou, devido a inauguração da Estação Ferroviária de Pedras Rubras, seria novamente melhorado este troço, com a inauguração da Estrada Nacional 13, que ainda hoje torna o Padrão de Moreira muito movimentado e um dos principais pontos de passagem no concelho da Maia, para os mais diversos pontos do pais.
Tempos Atuais
A vila de Moreira é, hoje, uma das mais progressivas freguesias do Concelho da Maia. Atravessada por excelentes vias de comunicação, onde se realçam a E.N.13, o I.C.24 e as linhas do Metro do Porto: Estádio do Dragão- Póvoa de Varzim (Linha B) e Campanhã- Ismai (Linha C), e tem, inserida na sua área geográfica, a maior zona industrial do País e uma Estação de Tratamento de Aguas Residuais (ETAR) que serve 6 freguesias da Maia, Moreira, Vila Nova da Telha, Barca, Gemunde, S. Pedro de Avioso e a cidade da Maia.
É sede de varias Associações Desportivas, como o Clube Académico de Pedras Rubras, a ASC Monte das Pedras, o GD Leões da Guarda SC e do Futebol Clube de Pedras Rubras, este último com fases de maior ou menor sucesso tem alguma expressão a nível Nacional, tornando Moreira um freguesia também bastante viva a nível desportivo.
A freguesia tem neste momento todas as necessidades básicas, sendo servida por uma Shopping no centro da freguesia, o MiraMaia Shopping e, também, Centro Comercial de Pedras Rubras, tem ainda uma Unidade de Saúde Familiar (USF Pedras Rubras), os Bombeiros Voluntários de Moreira da Maia, que servem praticamente toda a área do Concelho, 4 escolas de Ensino Primário , uma de Ensino Básico e Secundário em Pedras Rubras e 3 escolas profissionais:
- Escola Básica de 1º CEB/JI Crestins;
- Escola Básica de 1º CEB JI/ Guarda;
- Escola Básica de 1º CEB/JI Pedras Rubras;
- Escola Básica e Secundária Dr. Vieira de Carvalho;
- Escola Profissional ETAP;
- Centro Educativo e Social de Pedras Rubras;
- Escola Profissional Novos Horizontes.

A nível lúdico e solidário, tem o Agrupamento de Escuteiros 902 - Moreira Maia, um grupo de jovens solidário, Moreira Jovem, a Associação-Banda de Musica de Moreira da Maia, o Centro Hípico da Quinto do Mosteiro e as Piscinas do FC Pedras Rubras, ao dispor de todos e ainda o Parque da Quinta de Moreira e o Ecocaminho nas margens do Rio Leça.

Lugares/Localidades que pertencem a Moreira:
- Pedras Rubras
- Crestins
- Guardeiras
- Real
- Guarda
- Santa Luzia

## Demografia
A população registada nos censos foi:
| Distribuição da População por Grupos Etários | Distribuição da População por Grupos Etários | Distribuição da População por Grupos Etários | Distribuição da População por Grupos Etários | Distribuição da População por Grupos Etários |
| -------------------------------------------- | -------------------------------------------- | -------------------------------------------- | -------------------------------------------- | -------------------------------------------- |
| Ano                                          | 0-14 Anos                                    | 15-24 Anos                                   | 25-64 Anos                                   | > 65 Anos                                    |
| 2001                                         | 1669                                         | 1363                                         | 6092                                         | 1156                                         |
| 2011                                         | 2277                                         | 1170                                         | 7767                                         | 1676                                         |
| 2021                                         | 1964                                         | 1334                                         | 7520                                         | 2275                                         |

## Bandas de Música
- Associação-Banda de Música de Moreira da Maia

## Património Construído
- Mosteiro de São Salvador de Moreira
- Edifício da Cooperativa Popular de Moreira da Maia
- Capela de Nossa Senhora Mãe dos Homens
- Capela de Cristo Rei
- Capela de Santo António, no lugar da Guarda
- Cruzeiro do Padrão de Moreira
- Ponte de Moreira
- Capela de Santa Luzia
- Capelas do Senhor da Flagelação, da Senhora da Glória e do Senhor dos Aflitos

## Geminações
- Brioude,  França desde 2007